# Robert von Vermandois
Robert von Vermandois (* wohl 910/915; † 19./29. August 967) war ab 946 Graf von Meaux sowie ab 956 Graf von Troyes. Er war der dritte Sohn von Graf Heribert II. von Vermandois und Adela von Frankreich.
Er wird erstmals 940 erwähnt, drei Jahre vor dem Tod seines Vaters. Im Jahr 946, im Zusammenhang mit der Verteilung des Erbes, erhielt er die Grafschaft Meaux. Vor 950 heiratete er Adelheid (Werra), die jüngere Tochter des Herzogs Giselbert von Burgund, Graf von Chalon-sur-Saône und Troyes. Die Ehe brachte ihm die Grafschaft Troyes ein, deren Vereinigung mit Meaux in einer späteren Generation die Grafschaft Champagne hervorbrachte. 
Im Jahr 955 wurde Giselbert ein Vasall des Kapetingers Hugo der Große, der ihn zwang, seine ältere Tochter Liutgard mit seinem Sohn Otto von Burgund zu verheiraten. Als Giselbert ein Jahr später starb, wurde Odo zwölfjährig Herzog von Burgund im Namen seiner Frau. Hugo der Große selbst starb zwei Monate später, die Vormundschaft über seine unmündigen Kinder, die kaum in der Lage waren, das Erbe in vollem Umfang anzutreten, übernahmen die Witwe Hadwig von Sachsen und ihr Bruder Brun, der Erzbischof von Köln und Herzog von Lothringen, beides Geschwister des deutschen Königs Otto I.
Trotzdem griff Robert von Vermandois Burgund im Jahr 959 an. Er eroberte die Stadt Dijon und verjagte den Bischof, wurde aber im darauf folgenden Jahr von Otto I. und dem französischen König Lothar (der nicht nur Ottos Neffe, sondern auch bis zu seiner Volljährigkeit dessen Mündel war) angegriffen und unterworfen.

## Ehe und Nachkommen
Kinder von Robert und Adelheid waren:
- Heribert der Jüngere (* wohl 950; † 28. Januar 995), 980–984 Graf von Meaux und Troyes

⚭ NN, 959 bezeugt
- Adelheid (Adela, Adele) (* wohl 950; † 974 nach dem 6. März)

⚭ 965 Gottfried I. Graujacke († 21. Juli 987), Graf von Anjou aus der Familie des Ersten Hauses von Anjou